# Meningadora vesca
Meningadora vesca är en kräftdjursart som först beskrevs av Smith 1886.  Meningadora vesca ingår i släktet Meningadora och familjen Oplophoridae. Inga underarter finns listade i Catalogue of Life.